# خط محظور
في فيزياء التحليل الطيفي، الآلية المحظورة (بالإنجليزية: Forbidden mechanism)‏ (الانتقال الممنوع أو الخط المحظور) هو خط طيفي مصحوب بامتصاص أو انبعاث الضوء بواسطة نوى ذرية أو ذرات أو جزيئات تمر بمرحلة انتقالية غير مسموح بها من قبل قاعدة اختيار ميكانيكا الكم ولكن مسموح بها إذا لم يتم إجراء التقدير التقريبي المرتبط بهذه القاعدة. وهذا يعني أن العملية لا يمكن أن تمضي قدما عبر المسلك الأكثر كفاءة (ثنائي القطب الكهربائي).مثال على ذلك هو توهج الوميض الفسفوري في المواد المظلمة التي تمتص الضوء وبالتالي يحظر من خلال الانتقالات الثنائية القطب الكهربائية. والنتيجة هي انبعاث الضوء ببطء على مدى دقائق أو ساعات.

## لقراءة متعمقة
- Osterbrock, D.E., Astrophysics of gaseous nebulae and active galactic nuclei, University Science Books, 1989, (ردمك 0-935702-22-9).
- Heinrich Beyer, Heinrich F. Beyer, H.-Jürgen Kluge, H.-J. Kluge, Viatcheslav Petrovich Shevelʹko, X-Ray Radiation of Highly Charged Ions, Springer Science & Business Media, 1997, (ردمك 978-3-540-63185-9).
- Gillaspy, John, editor, Trapping Highly Charged Ions: Fundamentals and Applications, Edited by John Gillaspy. Published by Nova Science Publishers, Inc., Huntington, NY, 1999, (ردمك 1-56072-725-X).
- Wolfgang Quint, Manuel Vogel, editors, Fundamental Physics in Particle Traps, Springer Tracts in Modern Physics, Volume 256 2014, (ردمك 978-3-642-45200-0).